# Olera
Olera is een plaats (frazione) in de Italiaanse gemeente Alzano Lombardo.

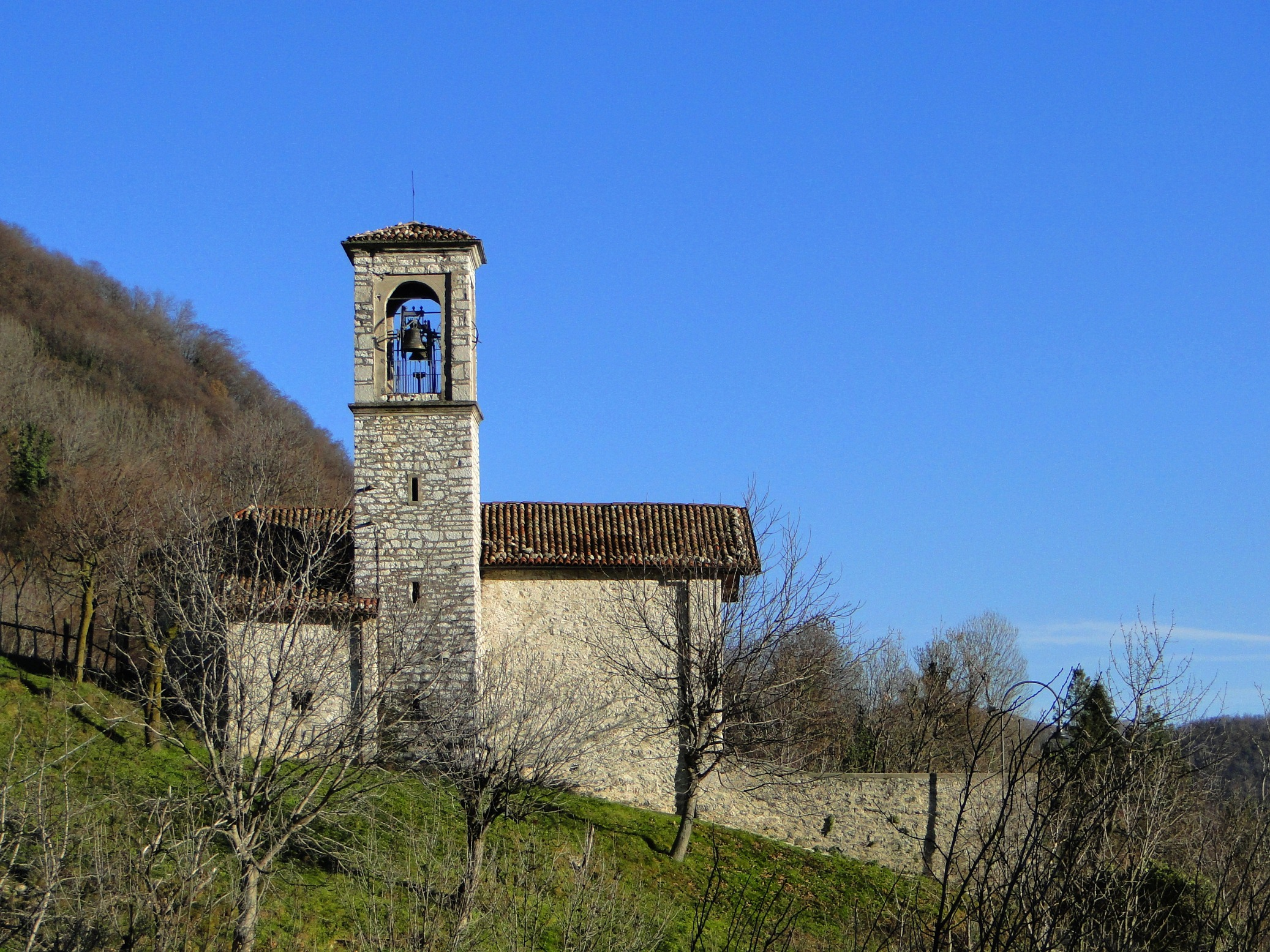